# Gysbrecht Thys
Gysbrecht Thys noto anche come Gysbrechts Thys, Gijsbrecht Thijs, Gysbrecht Thyssen, Gijsbrecht Tijs, Gijsken Tys (Anversa, 1617 – dopo il 1661) è stato un pittore fiammingo attivo ad Anversa noto per le sue opere religiose e mitologiche e per i suoi nudi, ma dipinse anche paesaggi.

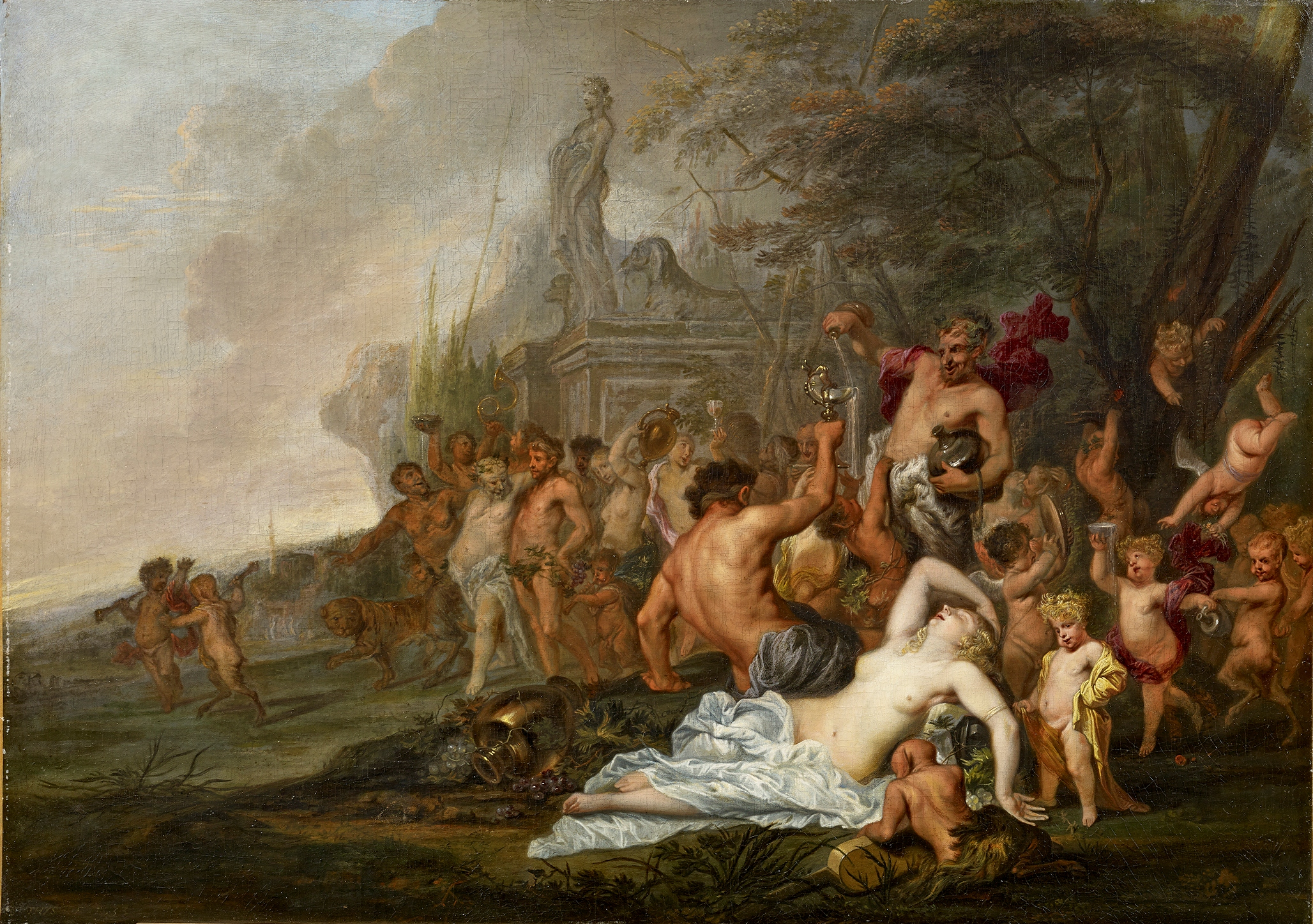
Baccanale - L'epoca d'oro

Un solo dipinto gli è oggi attribuito.

## Biografia
Molto poco si sa sulla sua vita. Nacque ad Anversa e si crede fosse un cugino del più famoso artista di pittura storica e ritrattista Pieter Thys. Venne registrato come apprendista alla locale Corporazione di San Luca negli anni 1629-1630 e ne divenne poi maestro nel 1636-1637. Sposò Catharina Lodewijcx il 20 gennaio 1650.
La data della sua morte non è nota con certezza. Fu descritto da Cornelis de Bie come ancora vivo quando il suo libro di biografie d'artista Het Gulden Cabinet venne pubblicato nel 1662.  Lo storico dell'arte del XIX secolo, Georg Kasper Nagler, sostenne che morì nel 1684, citando Jean-Baptiste Descamps' La Vie des Peintres Flamands, Allemands et Hollandois (metà del XVIII secolo), anche se non menzionò la data esatta.

## Opere
Thys fu descritto dal suo contemporaneo fiammingo Cornelis de Bie come un pittore particolarmente abile nei nudi e nelle opere religiose e mitologiche. De Bie lo accreditò anche come un buon paesaggista. I biografi olandesi Arnold Houbraken e Jacob Campo Weyerman affermarono che era un ritrattista, ma questo poteva essere un travisamento di quanto riportato in Het Gulden Cabinet di de Bie o uno scambio di persona con suo cugino Pieter Thys.
Un'opera venduta come Baccanale ma ora identificata come una rappresentazione dell'Età dell'oro è firmata e datata '… THYS F. 1653' (su Artcurial 26 marzo 2014, lotto 121). Sembra essere l'unico dipinto dell'artista ad eccezione di uno - la cui posizione è sconosciuta - o del quale il Museo del Louvre ha una foto in archivio. Questo dipinto perduto mostra molte similitudini nello stile e nelle figure con la composizione raffigurante l'età dell'oro.